# داني تومسون (عازف باس)
داني تومسون (بالإنجليزية: Danny Thompson)‏ هو عازف باس بريطاني، ولد في 4 أبريل 1939 في Teignmouth ‏ في المملكة المتحدة.

## وصلات خارجية
- الموقع الرسمي
- داني تومسون على موقع IMDb (الإنجليزية)
- داني تومسون على موقع ميوزك برينز (الإنجليزية)
- داني تومسون على موقع أول ميوزيك (الإنجليزية)
- داني تومسون على موقع أول ميوزيك (الإنجليزية)
- داني تومسون على موقع ديسكوغز (الإنجليزية)